# Август у округу Осејџ
Август у округу Осејџ (енгл. August: Osage County) је америчка црна комедија из 2013. године у којој главне улоге тумаче Мерил Стрип и Џулија Робертс. Снимљена је по Пулицером награђеној истоименој драми америчкoг књижевника Трејсија Летса. Продуценти филма, снимљеног у Оклахоми, су Џорџ Клуни и Грант Хеслов.
Филм прати животе жена из породице Вестон, које се после неког времена окупљају у својој породичној кући. Њихова проблематична мајка Вајолет остала је преке нарави, али је у међувремену оболела од рака уста. Да невоља буде још већа, постала је зависник од лаких дрога. Са доласком деце долазе и нови проблеми за старе Вестонове.

## Главне улоге
| Глумац             | Улога             |
| ------------------ | ----------------- |
| Мерил Стрип        | Вајолет Вестон    |
| Џулија Робертс     | Барбара Вестон    |
| Џулијана Николсон  | Ајви Вестон       |
| Џулијет Луис       | Карен Вестон      |
| Марго Мартиндејл   | Мати Феј Ејкен    |
| Абигејл Бреслин    | Џин Фордам        |
| Сем Шепард         | Беверли Вестон    |
| Јуан Макгрегор     | Бил Фордам        |
| Крис Купер         | Чарлс Ејкен       |
| Бенедикт Камбербач | Чарлс Ејкен Млађи |
| Мисти Апем         | Џона              |
| Дермот Малруни     | Стив Хајдебрехт   |
| Њуел Александер    | доктор Берк       |
| Вил Кофи           | Шериф             |